# Omanosaura jayakari
Omanosaura jayakari (оманська ящірка Джаякара) — вид ящірок родини ящіркових (Lacertidae). Мешкає в Омані та в ОАЕ.

## Поширення і екологія
Оманські ящірки Джаякара мешкають в горах Хаджар на півночі Оману та в ОАЕ. Вони живуть серед скель і ваді, у фінікових садах, поблизу води. Зустрічаються на висоті до 1676 м над рівнем моря. Живляться комахами, амфібіями, дрібними плазунами та рослинністю.